# Kamenný most (Skopje)

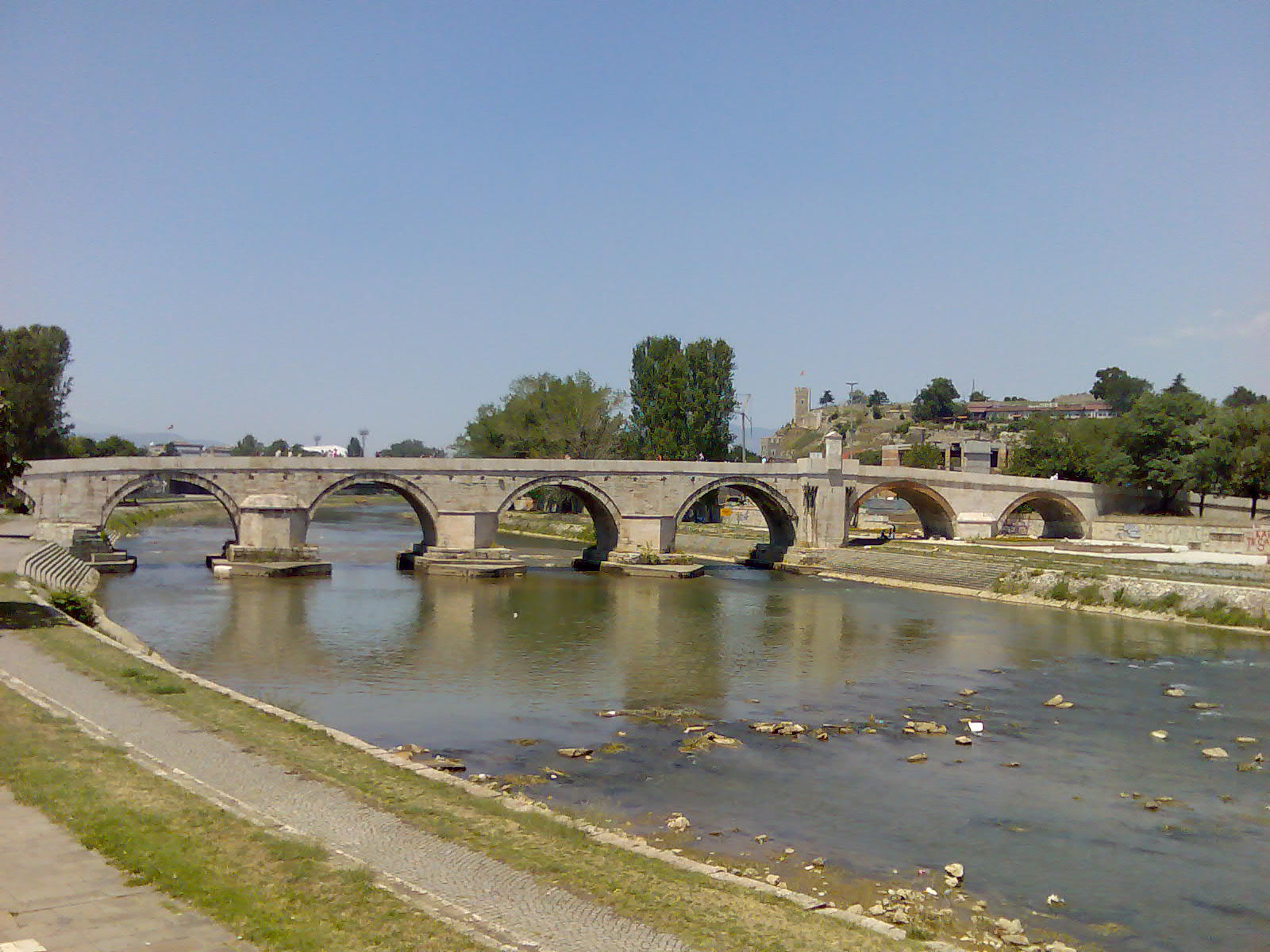
Pohled na kamenný most přes řeku Vardar

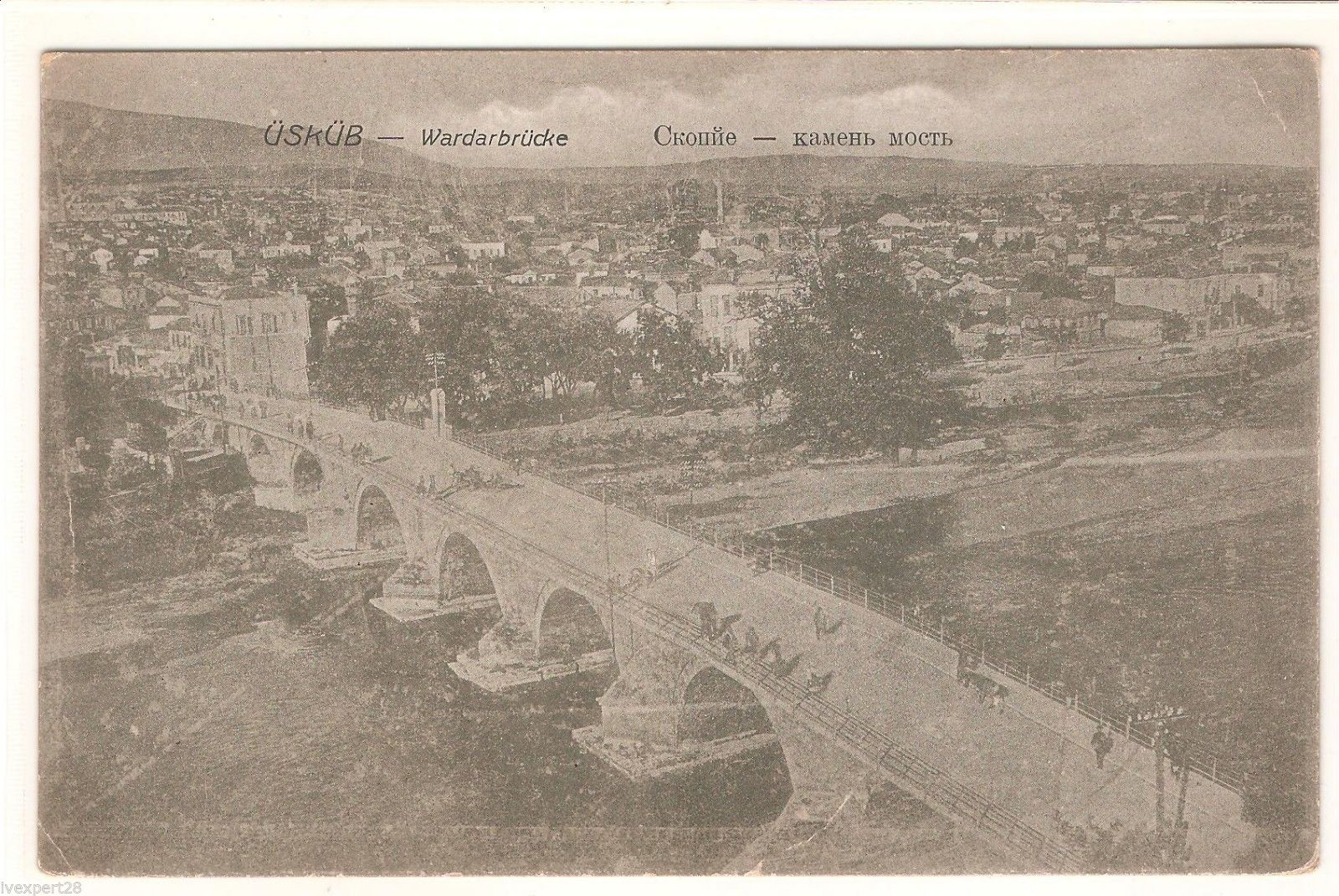
Most na bulharské pohlednici z doby druhé světové války.

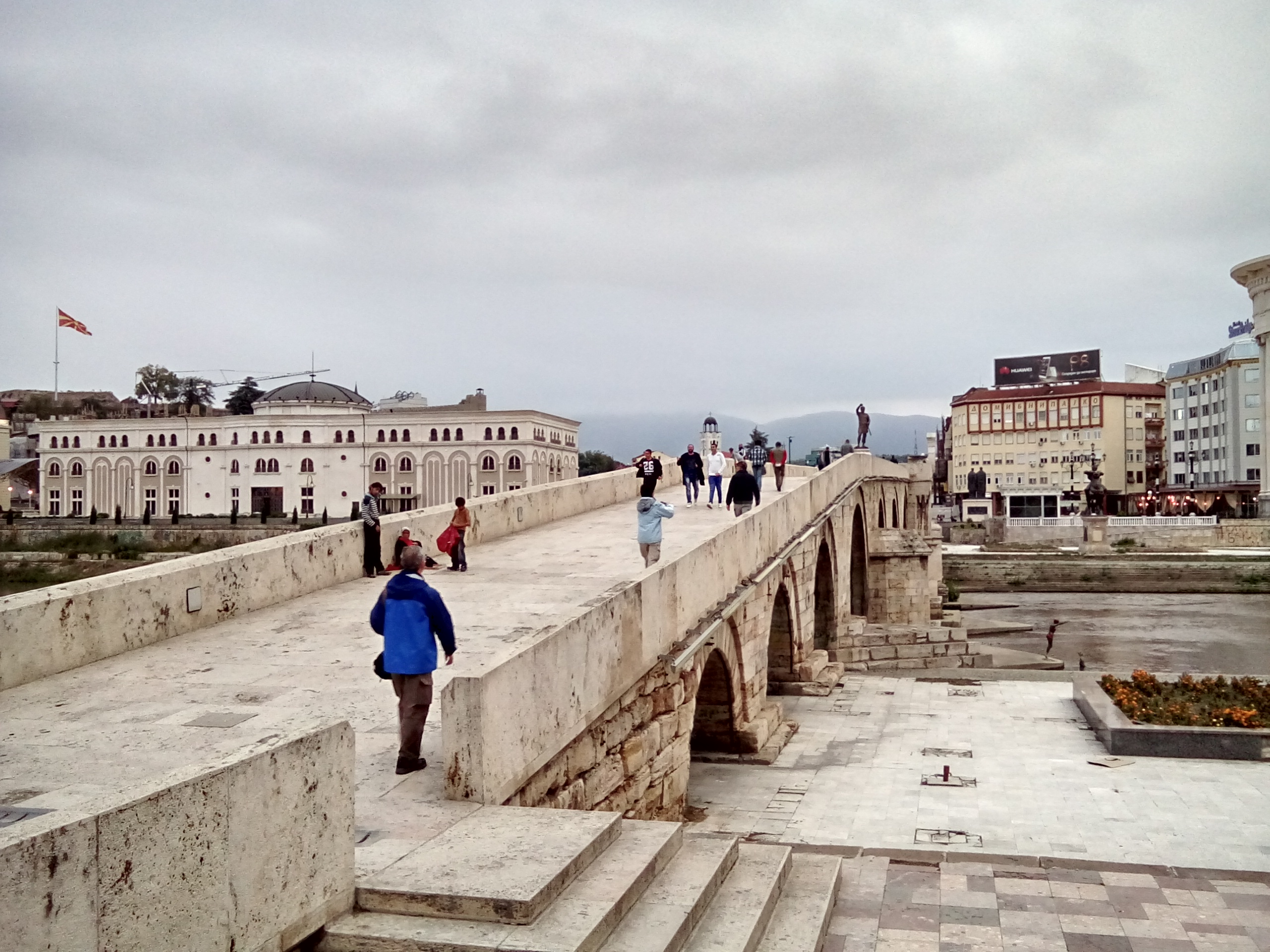
Mostovka s prostorem pro pěší.

Kamenný most, (makedonsky Камен мост, albánsky Ura e gurit, turecky Taş köprüsü) je historický most, který vede přes řeku Vardar v hlavním městě Severní Makedonie, Skopje. Patří k hlavním památkám města a jeho symbolům. Podle severomakedonské evidence kulturního dědictví je most kulturní památkou 1. třídy.

## Název
Kamenný most je někdy též nazýván jako tzv. Dušanův most (makedonsky Душанов мост), podle Štěpána Dušana.

## Poloha
Stavba se nachází v centrální části města a spojuje skopskou čaršiji s náměstím Makedonie. Spadá pod opštinu Centar.

## Popis
Nedlouho po dokončení měl most 13 oblouků a celkovou délku 213,85 m. Šířka stavby pak činila 6,33 m. Byl vybudován z bloků travertinu, spojených železnými skobami a se spárami vylitými olovem, stejným postupem, jako je tomu v případě osmanských mostů po celém Balkáně i v Anatolii.
Pilíře mostu jsou duté a během období turecké nadvlády nad regionem sloužily mimo jiné i jako skladiště zbraní. Důvodem pro konstrukci částečně dutou byla ale také potřeba snížit hmotnost celé stavby. Ze západní strany jsou pilíře zesíleny tak, aby dokázaly směrovat navádět vodu pod jednotlivé oblouky v případě povodní.

## Historie

### Vznik mostu
Ve starověku existoval na tomto místě nejspíše jiný most, doloženo je přemostění i v 13. století.
Most byl zbudován tureckým sultánem Mehmedem II. v období mezi lety 1451 až 1469. Někteří historikové nicméně tvrdí, že je starší, a jeho vznik zasazují do obdobé raných dějin Byzantské říše, konkrétně do období vlády císaře Justiniána I. Podle jiných názorů vznikl v období vlády Štěpána Dušana a zazněly i názory, že jeho budovatelem byl Kralevic Marko. První písemná zmínka o současné stavbě pochází ze dne 11. června 1469, a to ze zakládací listiny islámské nadace (vaqf) při mešitě Ishaka bega Isakoviće. Zmínka je uvedena v jediné větě, bez podrobnějších informací o podobě nebo stavu objektu.

### Četné obnovy a opravy
V roce 1555 byl při zemětřesení most velmi vážně poškozen, zřítily se jeho čtyři oblouky. Následně byl proto z rozhodnutí sultána Murada II. přebudován. O rekonstrukci se zmiňoval i známý turecký cestoval Evlija Čelebi, který si povšiml pamětní desky, která byla na most umístěna, a na které stálo „Když lidé spatří obnovu takového mostu, který nemá obdoby, ocení jej a řeknou si: Je krásnější, než byl dříve.“ Po své rekonstrukci dokázal most přečkat několik povodní. Pamětní desky zničila rakouská armáda během vpádu do Skopje v rámci Velké turecké války v závěru 17. století.
Na mostě docházelo často k popravám, byl zde např. zabit vůdce povstání Karpoš.
V roce 1817 byl most znovu přestavěn; před rokem 1885 potom byly opravovány znovu jeho oblouky, konkrétně čtyři na severní straně. Namísto kamene zde bylo ale stavěno z cihel. Roku 1909 bylo odstraněno původní kamenné zábradlí, cílem bylo stavbu rozšířit. Stalo se tak nedlouho před avizovanou návštěvou tehdešjího sultána. Umístěna byla zábradlí železná. Přestavba byla opět doložena pamětní deskou podepsanou sultánem Mehmedem V.

### Moderní doba
Po příchodu srbské armády do Skopje po vyhrané první balkánské válce exsitovali obavy, že by Srbové most zničli. Proto britský konzul v Srbsku přemluvil srbské vojenské velitelství, že most byl zbudován za vlády cara Štěpána Dušana.
V roce 1937 byly poblíž mostu umístěny sochy králů Petra a Aleksandra Karađorđevićů při příležitosti výročí 25. let od připojení města k Srbsku, resp. Jugosláviii. Při tom byl skácen starý strom v blízkosti mostu, aby nezacláněl novým dominantám města. Sochy byly zničeny během bulharské okupace za druhé světové války.
Roku 1944 byl při ústupu Němců most zaminován, ale na poslední chvíli padlo na naléhání představitelů města rozhodnutí, že nebude zničen (na rozdíl od některých jiných známých evropských mostů, kteří Němci při svém stahování vyhodili do pověří, např. Alžbětin most v Budapešti).
Po povodni v roce 1962 a ničivém zemětřesení o rok později byl most jedinou spojnicí mezi oběma částmi města, a vrátila se na něj veškerá silniční doprava.
V letech 1972 až 1973 uskutečnil Ústav na ochranu kulturních památek města Skopje archeologický průzkum stavby a jeho okolí s cílem nalézt pozůstatky starších objektů, které se zde mohly nacházet.
Roku 1994 byla zahájena obnova památky. Sedm let byla stavba uzavřena, což způsobilo škody místní turistice, neboť většína turistů směřuje ze středu města do starého bazaru právě přes tento most. Stavební práce byly dokončeny v roce 2004. Vráceno bylo také zábradlí z kamenných bloků a u mostovky původní kámen nahradil travertin. Vzniklo také slavnostní nasvícení oblouků mostu, které ale muselo být v následujících letech několikrát opravováno.
V roce 2008 byl obnoven strážní objekt (ve tvaru mihrábu), který kdysi k mostu přiléhal.
O několik let později byl plánován (a zmařen) útok ozbrojené skupiny na most, který měl být součástí rozsáhlejší série bombových útoků v metropoli severní Makedonie.
Roku 2017 došlo v mostovce k rozevření 20 m dlouhé pukliny, což otevřelo otázku, v jakém stavu vlastně památka je, ačkoliv byla v předchozích letech nákladně renovována. V roce 2024 most trápila náletová vegetace a další stupně degradace. Poškozován byl také sprejery. Vandalismus trápil stavbu především v noci, neboť osvětlení nebylo v témže roce z velké části v provozu.
Most je v současné době vyobrazen na znaku města a jeho vlajce ve zlaté barvě.